# Nicolaus Gallus
Nicolaus Gallus (Köthen, 1516 – Bad Liebenzell, 15 luglio 1570) è stato un teologo tedesco.

## Biografia
Figlio del consigliere di corte principesca di Anhalt-Köthen Peter Han (m. 1525) e di Anna Gottschalk (1483-1533). Si iscrisse il ventuno giugno 1530 all'Università di Wittenberg, dove fu allievo di Justus Jonas e di Filippo Melantone, e si laureò nel settembre 1537. Il ventiquattro gennaio 1540 concluse gli studi teologici sotto Martin Lutero con una disputa sul peccato originale, si recò a Mansfeld per breve tempo come insegnante e, grazie a Johannes Bugenhagen, venne ordinato diacono a Ratisbona nella primavera del 1543. Qui vi rimase per cinque anni al fianco di Hieronymus Nopp, in qualità di predicatore e pastore. Il primo luglio 1548 partì prima alla volta di Norimberga, poi di Köthen e infine di Wittenberg: in quest'ultima sostituì il gravemente malato Gaspare Crucigero sul pulpito; l'undici novembre 1549 fu nominato parroco nella chiesa di Sant'Ulrico a Magdeburgo, rimanendovi fino al 1553.
Deluso dall'indulgenza ecclesiastica del suo vecchio maestro Melantone, si schierò con Mattia Flacio Illirico, con cui scrisse numerosi opuscoli nei quali invitavano le chiese riformate a essere vigili e a non cedere a tutte le minacce che provenivano dall'interno e dall'esterno. Il dodici settembre 1553 raggiunse Ratisbona, città in cui introdusse la riforma luterana; in Austria e in Stiria fu l'artefice dello sviluppo delle comunità luterane.

## Opere
- Nicolaus Gallus, Vom abgöttischen Fest, Frohnleichnams-Tag genannt, 1561.